# Renul Rudolf
Rudolf este un personaj fictiv, imaginat în 1939 de scriitorul american Robert L. May. Descris ca fiind al nouălea și cel mai tânăr dintre reni, Rudolf își folosește nasul său unic, roșu și luminos, pentru a ghida sania lui Moș Crăciun în Ajunul Crăciunului. Ronald D. Lankford, Jr. a descris povestea lui Rudolf ca fiind „croită anume pentru copiii americani: fiecare copil are nevoia de a se exprima, și de a primi aprobare pentru individualitatea și/sau calitățile sale speciale”.
Renul Rudolf a devenit o figură globală a folclorului de Crăciun, iar povestea sa a fost adaptată în diferite medii. Anul 2014 a marcat cea de-a 75-a aniversare a personajului. O serie de timbre poștale cu Rudolf a fost emisă de Serviciul Poștal al Statelor Unite la 6 noiembrie 2014.

## Creare
La începutul anului 1939, șeful lui Robert L. May, de la compania Montgomery Ward, l-a rugat să scrie o „carte veselă pentru copii” pentru cumpărătorii de Crăciun, sugerându-i „să fie o poveste cu animale, cu un personaj precum taurul Ferdinand”, pe atunci recent lansată de Walt Disney sub forma unui scurtmetraj. Înainte de acel moment, compania cumpărase și dăruise cărți de colorat de Crăciun, dar s-a decis că prin crearea unei cărți proprii ar economisi bani și ar încuraja un gest frumos de bunăvoință. Această cerere a venit într-un moment dificil din viața lui May. Soția sa, Evelyn, era pe moarte din cauza cancerului, iar el se străduia să își întrețină familia și să plătească tratamentele medicale ale acesteia cu un salariu de 5.000 de dolari pe an (echivalentul a 105.191 de dolari în 2022).
Când a scris poemul, May s-a hotărât să facă dintr-un ren personajul principal al cărții, deoarece era un animal de Crăciun. Trebuia să fie un fel de „rățușcă urâtă”, care să aibă mult caracter pentru a reuși să ajungă la inima lui Moș Crăciun. El „s-a inspirat din amintirile propriei copilării dureros de timide atunci când a creat povestea lui Rudolf”. El și fiica sa de patru ani, Barbara, împreună cu artistul Denver Gillen, au vizitat într-o sâmbătă grădina zoologică Lincoln Park din Chicago pentru a-și face o idee mai bună despre cum ar putea arăta Rudolf. Lucrând acasă și la birou, May a scris cartea în aproximativ 50 de ore. Pe măsură ce termina de redactat fiecare parte, i-o citea Barbarei. Când Evelyn a murit, pe 28 iulie 1939, șeful lui May s-a oferit să-l elibereze de proiect, și să trimită pe altcineva să-l termine, dar May a refuzat, și a finalizat lucrarea la sfârșitul lunii august. În ultima zi, „am chemat-o pe Barbara și pe bunicii ei în sufragerie și le-am citit poemul. În ochii lor, am putut vedea că povestea reușise ceea ce speram”.
Acest livret cu copertă broșată despre Rudolf a fost distribuit pentru prima dată de Montgomery Ward în timpul sezonului de sărbători din 1939. Cumpărătorii au apreciat povestea. Au fost distribuite 2,4 milioane de exemplare. Restricțiile din timpul războiului privind utilizarea hârtiei au împiedicat o reeditare până în 1946. În acel an, Montgomery Ward a mai distribuit încă 3,6 milioane de exemplare paperback cumpărătorilor săi.

## Adaptări

Rudolf în filmul stop motion Rudolph the Red-Nosed Reindeer (1964)

- Rudolf și-a făcut prima apariție pe ecrane în 1948, într-un scurtmetraj de animație produs de Max Fleischer pentru Jam Handy Corporation, care era mai fidel poveștii originale a lui May decât cântecului lui Marks, care nu fusese încă scris.[19] A fost reeditat în 1951, cu cântecul adăugat.[19]
- Cumnatul lui May, Johnny Marks, a adaptat povestea lui Rudolf într-un cântec. Înregistrarea cântecului de către Gene Autry a ajuns pe locul 1 în topul Billboard al single-urilor pop în săptămâna Crăciunului din 1949. Înregistrarea lui Autry s-a vândut în 2,5 milioane de exemplare în primul an, ajungând în cele din urmă să se vândă în total 25 de milioane de exemplare, și a rămas al doilea cel mai bine vândut disc din toate timpurile până în anii 1980.[20]
- DC Comics, pe atunci cunoscută sub numele de National Periodical Publications, a publicat o serie de 13 anuare intitulate Rudolph the Red-Nosed Reindeer din 1950 până în 1962.[21][22] Rube Grossman a desenat majoritatea poveștilor din anii 1950.[23]
- Poate cea mai cunoscută versiune dintre toate adaptările lui Rudolf este specialul de televiziune pentru perioada Crăciunului din 1964, al companiei Rankin/Bass Productions.[24] Filmat în stop motion, Rudolph the Red-Nosed Reindeer a prezentat o poveste originală în jurul narațiunii centrale a cântecului, una care diferă de cea din carte. Această repovestire a relatat despre respingerea socială a lui Rudolf în rândul colegilor săi, și decizia sa de a fugi de acasă. Succesul și popularitatea acestui episod special au dus la două continuări, Rudolph's Shiny New Year (1976), care urmărea călătoriile renilor, și Rudolph and Frosty's Christmas in July (1979), care a integrat universul lui Rudolf în cel al lui Frosty the Snowman (1969).
- Rudolph the Red-Nosed Reindeer: The Movie (1998) este un film de animație 2D prezentat de GoodTimes Entertainment și Golden Books Family Entertainment, și produs de Tundra Productions în Hollywood, California. A primit doar o lansare limitată în cinematografe înainte de a debuta pe home video. Includerea unui răufăcător, a unui interes amoros, a unui acolit și a unui protector puternic derivă mai mult din adaptarea Rankin/Bass a poveștii decât din povestea și cântecul original.